# Timonius quinqueflorus
Timonius quinqueflorus är en måreväxtart som beskrevs av Elmer Drew Merrill. Timonius quinqueflorus ingår i släktet Timonius och familjen måreväxter. Inga underarter finns listade i Catalogue of Life.